# Sojuz TMA-7
La Sojuz TMA-7 è stata una missione diretta verso la Stazione spaziale internazionale.

## Equipaggio
| Ruolo                | Equipaggio al lancio                                  | Equipaggio all'atterraggio                            |
| -------------------- | ----------------------------------------------------- | ----------------------------------------------------- |
| Comandante           | Valerij Tokarev, Roscosmos Expedition 12 Secondo volo | Valerij Tokarev, Roscosmos Expedition 12 Secondo volo |
| Ingegnere di volo    | William McArthur, NASA Expedition 12 Quarto volo      | William McArthur, NASA Expedition 12 Quarto volo      |
| Partecipante al volo | Gregory Olsen, SA Turista Primo volo                  | Marcos Pontes, AEB Primo volo                         |

### Equipaggio di riserva
| Ruolo                | Equipaggio                | Equipaggio                |
| -------------------- | ------------------------- | ------------------------- |
| Comandante           | Michail Tjurin, Roscosmos | Michail Tjurin, Roscosmos |
| Ingegnere di volo    | Jeffrey Williams, NASA    | Jeffrey Williams, NASA    |
| Partecipante al volo | Sergej Kostenko, SA       | Sergej Kostenko, SA       |

## Parametri della missione
- Massa: 7.200 kg
- Perigeo: circa 200 km
- Apogeo: circa 252 km
- Inclinazione: 51,7°
- Periodo: 1 ora, 28 minuti e 42 secondi

### Attracco con l'ISS
- Aggancio: 3 ottobre 2005, 5:27 UTC (al modulo Пирс)
- Sgancio: 18 novembre 2005, 8:46 UTC (dal modulo Пирс)
- Aggancio: 18 novembre 2005, 9:05 UTC (alla porta al nadir del modulo Zarja)
- Sgancio: 20 marzo 2006, 6:49 UTC (dalla porta al nadir del modulo Zarja)
- Aggancio: 20 marzo 2006, 7:11 UTC (alla porta a poppa del modulo Zvezda)
- Sgancio: 8 aprile 2006, 20:28 UTC (dalla porta a poppa del modulo Zvezda)